# 宇部新都市
宇部新都市（うべしんとし）は、山口県、宇部市、地域振興整備公団（現・都市再生機構）が山口県宇部市に整備した工業団地・ニュータウン。住居表示名はあすとぴあ。一丁目から七丁目まであり、郵便番号は755-0152（宇部郵便局管区）。
愛称はあすとぴあ。地域振興整備公団の事業として事業名は宇部新都市開発整備事業。宇部市都市計画事業としての事業名は宇部市都市計画宇部新都市土地区画整理事業。

## 概要
- 所在地 - 山口県宇部市西岐波
- 事業面積 - 約150ha（土地区画整理事業施工面積は94.4ha）
- 総事業費 - 約250億円
- 計画人口 - 約4,000人
- 計画戸数 - 約1,200戸

1983年（昭和58年）に制定された高度技術工業集積地域開発促進法（テクノポリス法）に基づき、宇部地域テクノポリス（宇部フェニックステクノポリス）が指定された。宇部新都市は、宇部フェニックステクノポリス開発計画における研究開発、人材育成、文化交流の機能をもつ良好な居住環境整備を目的として計画された。
新都市はA地区（タウンセンター）、B地区（テクノセンター）、C地区（アカデミータウン・利便施設地区）、D地区（中核ハビテーション・集合住宅地区）、E地区（中核ハビテーション・利便施設、住宅地区）、F地区（公益施設地区等）、G地区（中核ハビテーション・独立低層住宅地区）、H地区（アカデミータウン・自然型独立低層住宅地区）の8つの地区に分けられている。
新都市内全域を対象に地区計画（宇部市都市計画宇部新都市地区地区計画）が定められており、建築物の用途や最高高、形態、意匠、道路からの壁面位置のほか、垣または柵の構造が制限されている。
1992年（平成4年）に造成工事に着手し、1997年（平成9年）に分譲開始、2001年（平成13年）に換地処分が完了した。

## 経緯
- 1984年（昭和59年）3月 - 宇部フェニックステクノポリス開発計画承認[2]。
- 1990年（平成2年）
  - 2月 - 宇部市が地域振興整備公団へ宇部新都市開発整備事業の事業要請。
  - 8月 - 宇部新都市開発整備事業の事業実施基本計画認可。
  - 10月26日 - 宇部市都市計画宇部新都市土地区画整理事業および宇部市都市計画道路片倉線、片倉1号線、請川線、請川片倉線が都市計画決定。
  - 11月1日 - 宇部市都市計画道路新都市中央線、片倉2号線が都市計画決定。
- 1992年（平成4年）
  - 2月28日 - 宇部新都市に係る都市計画公園の都市計画決定、宇部新都市土地区画整理事業の施行規程および事業計画認可。
  - 3月 - 宇部新都市に係る用途地域の都市計画決定。
  - 10月 - 造成工事着手[2]。
- 1997年（平成9年） - G地区（中核ハビテーション・独立低層住宅地区）の一部が分譲開始[2]。
- 2000年（平成12年） - 造成工事完成[2]。
- 2001年（平成13年） - 換地処分完了[2]。

## 主な施設
- 山口県産業技術センター（あすとぴあ四丁目）
- 片倉公園（あすとぴあ五丁目）
- 請川公園（あすとぴあ四丁目）